# Missionswissenschaft
Die Missionswissenschaft ist ein Gebiet der Theologie, das  sich mit der systematischen Erforschung der Geschichte und Praxis der christlichen Mission im Zusammenhang ihrer vielfältigen Kontexte beschäftigt. 
Ihre Anfänge reichen bis ins Mittelalter zurück. Teil der universitären Forschung und Lehre wurde sie allerdings erst im 19. Jahrhundert. Heute ist sie innerhalb vieler protestantischer und katholischer theologischen Fakultäten mit Lehrstühlen und besonderen Instituten vertreten.
Seit Beginn des 20. Jahrhunderts wurden missionswissenschaftliche Vereinigungen begründet, wie etwa die Deutsche Gesellschaft für Missionswissenschaft (gegründet 1918). Heute gibt es solche Vereinigungen weltweit, neben Europa und Nordamerika auch in Indien, Australien, Neuseeland, Südkorea und vielen weiteren Ländern und Regionen.
Im Bereich deutscher theologischer Fakultäten wurde die Missionswissenschaft verschiedentlich entweder der Praktischen Theologie oder der Systematischen Theologie zugeordnet. Als Doppelfach „Missionswissenschaft und Religionswissenschaft“ hat es sich heute jedoch vielerorts als eigenständiges Fach etabliert. Diese Eigenständigkeit findet ihren Ausdruck auch in der Bezeichnung der entsprechenden Fachgruppe innerhalb der Wissenschaftlichen Gesellschaft für Theologie (WGTh). Der Name der Fachgruppe lautet „Religionswissenschaft und Interkulturelle Theologie“.

## Geschichte

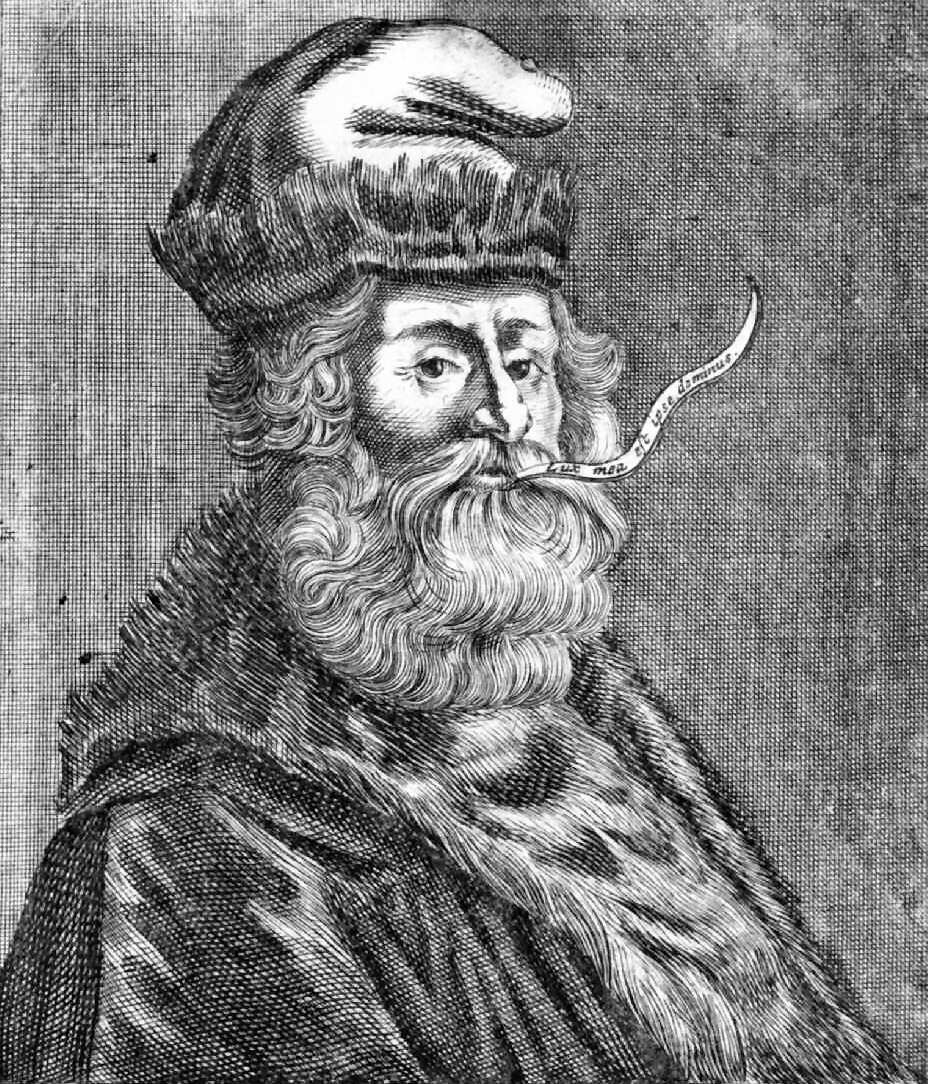
Raimundus Lullus

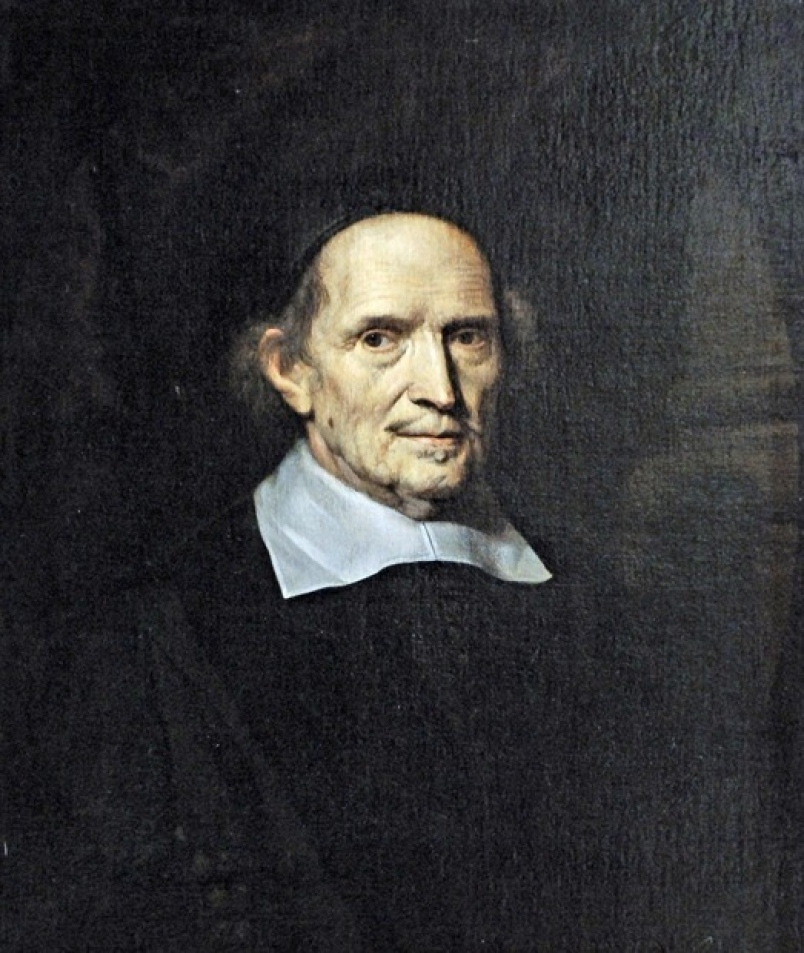
Gisbert Voetius

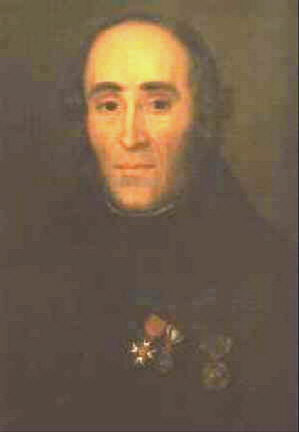
Johann Baptist von Hirscher

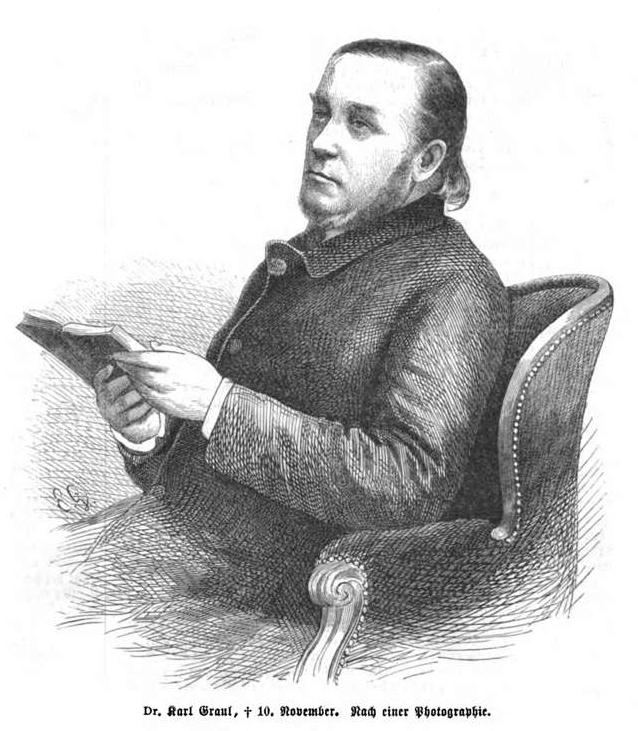
Karl Graul

Gustav Warneck

Bereits in der mittelalterlichen apologetischen Auseinandersetzung mit dem Islam stellten einzelne Theologen, wie z. B. Petrus Venerabilis (1092–1196) und Raimundus Lullus (1235–1316), grundsätzliche missiologische Überlegungen an. Von Lullus stammt eine eigenständige Missionstheologie, die er 1272 im Rahmen seiner Ars generalis ultima veröffentlichte. In ihr forderte er (allerdings ergebnislos), an den großen Universitäten seiner Zeit Abteilungen für die Ausbildung von Missionaren einzurichten.
Erste umfassende missionswissenschaftliche Schriften lassen sich für das ausgehende 16. und das beginnende 17. Jahrhundert nachweisen. Um 1588 verfasste der Jesuit José de Acosta seine Schrift De promulgatione Evangelii apud barbaros sive de procuranda Indorum salute, in der er sich systematisch mit der Missionsarbeit unter den frisch bekehrten Ureinwohnern Amerikas beschäftigte. Um 1613 folgte das missionswissenschaftliche Werk De procuranda salute omnium gentium des Karmeliten Thomas a Jesu, in dem unter anderem die unmittelbare Verantwortung des Papstes für die Ausbreitung des Evangeliums gefordert wurde. Eine der Nachwirkungen dieser Schrift war die durch Papst Gregor XV. 1622 vollzogene Gründung der Congregatio de Propaganda Fide. Diese setzte sich ab dem 17. Jahrhundert auch mit den durch die Akkommodation des Christentums an die einheimischen religiösen Kulturen entstehenden Problemen in Indien und China auseinander, was seinen Niederschlag in verschiedenen prinzipiellen Instruktionen fand.
Im Protestantismus gilt der niederländische reformierte Theologe Gisbert Voetius (1589–1676) als der erste Missiologe. In der Zeit der holländischen Kolonialmission in Indonesien definierte er die Ziele der Mission in seiner Politica Ecclesiastica in dreifacher Hinsicht „als Bekehrung der Heiden, Pflanzung der Kirche und Verherrlichung der göttlichen Gnade.“
Die Forderung, der Missiologie im theologischen Fächerkanon einen eigenen Platz zuzuweisen, wurde erst im 19. Jahrhundert gestellt. Auf evangelischer Seite geschah dies zuerst durch Friedrich Schleiermacher (1768–1834), in der römisch-katholischen Kirche durch Johann Baptist von Hirscher (1788–1865). Beide ordneten die Missionswissenschaft der Praktischen Theologie zu. Innerhalb der russisch-orthodoxen Kirche verlangte der Linguist, Bibelübersetzer und Laienmissionar Nikolai Iwanowitsch Ilminski (1822–1891) eine theologisch-wissenschaftliche Grundlegung der orthodoxen Missionstätigkeit.
Eine bereits seit Schleiermacher umstrittene Frage ist, ob die Missionswissenschaft als eigenständige Disziplin der Theologie aufgefasst werden sollte oder als integraler Aspekt der verschiedenen theologischen Hauptfächer. Letzteres wurde mangels nötiger Spezialkenntnis meist nur ansatzweise verwirklicht, z. B. von Karl Heim. Durch den zunehmenden Wissensstoff wurde eine fachspezifische Konzentration unverzichtbar, so dass auch besondere missionswissenschaftliche Lehraufträge erteilt wurden, 1801 erstmals an Johann Friedrich Flatt (1759–1843) in Tübingen.
Doch erst mit Karl Graul (1814–1864) kam es zur Einrichtung eines ersten eigenen Lehrstuhls. Der lutherische Theologieprofessor und Dozent für Missionslehre Graul gilt somit als erster deutscher Missiologe. Seine Habilitationsschrift Über Stellung und Bedeutung der Mission im Ganzen der Universitätswissenschaften war Grundlegung und Initialzündung für die missionswissenschaftliche Forschung im universitären Rahmen. Eigentlicher Begründer der deutschen evangelischen Missionswissenschaft ist jedoch der Hallenser Honorarprofessor Gustav Warneck (1834–1910). 1874 gründete er die Allgemeine Missions-Zeitschrift, die in der Folgezeit zum Sammelpunkt der verschiedenen missionswissenschaftlichen Bestrebungen wurde. Seine dreibändige Evangelische Missionslehre wurde mehrfach aufgelegt und war bis Anfang des 20. Jahrhunderts das missiologische Standardwerk im deutschsprachigen Raum.
Für die Entwicklung der Missionswissenschaft in Großbritannien war die 1867 erfolgte Einrichtung eines Lehrstuhls für Evangelistik an der Edinburger Universität bedeutsam. Sein erster Inhaber war der schottische Geistliche Alexander Duff (1806–1878). Im Katholizismus gelten Max Meinertz (1880–1965) und Joseph Schmidlin (1876–1944) zu den Begründern der Missionswissenschaft. Während Meinertz mit seiner Studie Jesus und die Heidenmission (erschienen 1908 in erster und 1925 in zweiter Auflage) die Grundlage der missiologischen Forschung legte, nahm Schmidlin dessen Anregungen auf und rief 1911 die Zeitschrift für Missionswissenschaft ins Leben und wurde zum ersten Ordinarius für Missionswissenschaft an der Universität Münster berufen. 1917 gab er die Einführung in die Missionswissenschaft heraus und 1919 die Katholische Missionslehre. Beide Bücher waren über Jahrzehnte hinweg Standardwerke der katholischen Missiologie.
Der Professor für Missionswissenschaft an der Berliner Universität Julius Richter (1862–1940) gehörte zu den Begründern der Ökumene und Organisatoren der ersten Weltmissionskonferenz 1910 in Edinburgh und hat Verdienste auf dem Gebiet der Missionsgeschichtsschreibung.

## Gegenwart
Für die deutsche Fachgeschichte ist von grundlegender Bedeutung, dass der Begriff „Interkulturelle Theologie“ im Jahr 2005 durch Vertreter der Fachgruppe innerhalb der WGTh und Mitglieder des Verwaltungsrates der DGMW als Erläuterung des Begriffs Missionswissenschaft eingeführt wurde. Seither wird der Begriff Interkulturelle Theologie im Blick auf seinen Bezug zum Begriff Missionswissenschaft ebenso lebhaft wie kontrovers diskutiert, wie aus einer Reihe neuerer Publikationen zu entnehmen ist.
Inhalte des Faches Missionswissenschaft sind unter dem Label „Religionswissenschaft und Interkulturelle Theologie“ seither verstärkt in die Rahmenordnung des Studiengangs Evangelische Theologie aufgenommen worden, was das Fach deutlich gestärkt hat. Diese positive Entwicklung im Blick auf die Wahrnehmung der Inhalte des Faches Missionswissenschaft/Interkulturelle Theologie im universitären Bereich ist jedoch auch mit der Gefahr verbunden, über das Label Interkulturelle Theologie den Bezug zur Fachgeschichte der Missionswissenschaft zu verlieren, wenn lediglich auf die Pluriformität des globalen Christentums und seiner lokalen Varianten abgehoben wird, jedoch nicht auf dessen grenzüberschreitende Interaktionen. Während einige Fachvertreter das Anliegen der Missionswissenschaft als historisches Relikt ansehen, halten andere Fachvertreter die Thematik missionarischer Interaktionen für aktueller als je zuvor, da verschiedenste Religionen missionarisch auftreten und damit wichtige Akteure auch für zivilgesellschaftliche Fragen sind. In einer neueren Definition wird daher beides, Interkulturelle Theologie wie das Phänomen missionarischer Grenzüberschreitung, pointiert miteinander verbunden: „(1) Interkulturelle Theologie reflektiert die durch den universalen Geltungsanspruch ihrer Heilsbotschaft motivierten missionarisch-grenzüberschreitenden Interaktionen christlichen Glaubenszeugnisses, (2) die im Zusammenspiel mit den jeweiligen kulturellen, religiösen, gesellschaftlichen und anderen Kontexten und Akteuren zur Ausbildung einer Vielzahl lokaler Christentumsvarianten führen, (3) die sich durch das Bewusstsein ihr Zusammengehörigkeit vor die Aufgabe gestellt sehen, (4) normative Gehalte christlicher Lehre und Praxis in der Spannung zwischen Universalität und Partikularität immer wieder neu auszuhandeln.“ Angesichts eines erhöhten Reflexionsbedarfs über christliche Formen missionarischer Interaktionen wie auch solcher anderer Religionsformationen erscheint das Fach Missionswissenschaft/Interkulturelle Theologie höchst aktuell, für Religionsgemeinschaften ebenso wie für Zivilgesellschaft im Horizont von Pluralisierung, Internationalisierung, Globalisierung und Migration.

## Missionswissenschaftliche Lehr- und Forschungsstätten im deutschsprachigen Raum (Auswahl)
An vielen staatlichen Universitäten im deutschsprachigen Raum wird innerhalb des theologischen Fächerkanons missionswissenschaftlich geforscht und gelehrt. Hinzu kommen weitere missiologische Einrichtungen in konfessionellen und privaten Hochschulen. Einen unvollständigen Überblick bietet folgende Liste.
| Ort / Uni / Hochschule                                       | Missionswissenschaftliche Einrichtung | Konfessionelle Ausrichtung     |
| ------------------------------------------------------------ | --- | ------------------------------ |
| Universität Basel                                            | Professur für außereuropäisches Christentum | evangelisch                    |
| Humboldt-Universität zu Berlin                               | Seminar für Religions- und Missionswissenschaft sowie Ökumenik | ökumenisch                     |
| Theologische Hochschule Ewersbach                            | Lehrstuhl für Missionswissenschaft und Interkulturelle Theologie | frei-evangelisch               |
| Theologisches Seminar Elstal (Fachhochschule)                | Lehrstuhl für Missionswissenschaft und Interkulturelle Theologie | baptistisch                    |
| Universität Erlangen-Nürnberg                                | Lehrstuhl für Missions- und Religionswissenschaft | evangelisch                    |
| Universität Fribourg                                         | Institut für Missionswissenschaft und Religionswissenschaft; Seminar für Mittlere und Neuere Kirchengeschichte (mit Forschungsschwerpunkt Kirchengeschichte als Missionsgeschichte)            | katholisch                     |
| Theologische Hochschule Friedensau                           | Missionswissenschaftliches Institut | adventistisch                  |
| Freie Theologische Hochschule Gießen                         | Lehrstuhl für Missionswissenschaft und Interkulturelle Theologie | überkonfessionell, evangelikal |
| Universität Göttingen                                        | Institut für ökumenische Theologie unter besonderer Berücksichtigung der Orientalischen Kirchen- und Missionsgeschichte                                                                        | evangelisch                    |
| Universität Hamburg                                          | Institut für Missions-, Ökumene- und Religionswissenschaften; Missionsakademie Hamburg | evangelisch                    |
| Universität Halle-Wittenberg                                 | Seminar für Religionswissenschaft und Interkulturelle Theologie | evangelisch                    |
| Universität Heidelberg                                       | Seminar für Religionswissenschaft und Interkulturelle Theologie | evangelisch                    |
| Fachhochschule für Interkulturelle Theologie in Hermannsburg | ehemals Missionsseminar Hermannsburg | evangelisch                    |
| Universität Innsbruck                                        | Institut für Praktische Theologie, Abteilung für Interkulturelle Pastoraltheologie und Missionswissenschaft                                                                                    | katholisch                     |
| Internationale Hochschule Liebenzell in Bad Liebenzell       | ehemals Theologisches Seminar der Liebenzeller Mission; Professur für Interkulturelle Theologie; LIMRIS (Liebenzell Institute for Missiological, Religious, Intercultural, and Social Studies) | evangelisch                    |
| Universität Mainz                                            | Seminar für Religionswissenschaft und Missionswissenschaft | evangelisch                    |
| Universität München                                          | Lehrstuhl für Missions- und Religionswissenschaft | evangelisch                    |
| Universität Münster                                          | Institut für Missionswissenschaft | katholisch                     |
| Augustana-Hochschule Neuendettelsau                          | Lehrstuhl für Interkulturelle Theologie, Missions- und Religionswissenschaft | evangelisch                    |
| Philosophisch-Theologische Hochschule SVD St. Augustin       | Studienschwerpunkt Missionstheologie | katholisch                     |
| Philosophisch-Theologische Hochschule Sankt Georgen          | Institut für Weltkirche und Mission Lehrstuhl für Missionswissenschaft und interkulturellen Dialog                                                                                             | katholisch                     |
| Vinzenz Pallotti University                                  | Institut für Missionswissenschaft | katholisch                     |
| Universität Rostock                                          | Professur für Religionswissenschaft und Interkulturelle Theologie | evangelisch                    |
| Kirchliche Hochschule Wuppertal                              | Lehrstuhl für Religionswissenschaft und Interkulturelle Theologie | evangelisch                    |
| Universität Würzburg                                         | Stiftungs-Lehrstuhl für Missionswissenschaft und Dialog der Religionen | katholisch                     |

## Missionswissenschaftliche Verbände (Auswahl)
Im Bereich der Missionswissenschaften existieren eine Reihe akademischer Verbände, die die Förderung missiologischer Forschung und Lehre zum Ziel haben. Dazu gehören unter anderem
- das Internationale Institut für missionswissenschaftliche Forschungen (IIMF)[17]. Das Institut wurde im Jahr 1914 von Joseph Schmidlin gegründet und gibt u. a. die Zeitschrift für Missionswissenschaft und Religionswissenschaft heraus.
- die Deutsche Gesellschaft für Missionswissenschaft (DGMW)[18]; sie wurde 1918 kurz vor Ende des Ersten Weltkriegs gegründet. Ihr Initiator war der Kirchengeschichtler Carl Mirbt. Bis zum Zweiten Weltkrieg gab sie lediglich zwei Reihen missiologischer Studien heraus. In der Nachkriegszeit förderte sie die Einrichtung missionswissenschaftlicher Lehrstühle und Institute. Obwohl über die Hälfte ihrer Mitglieder ausländische Wissenschaftler sind, wird die DGMW vor allem aus Mitteln der deutschen evangelischen Landeskirchen unterhalten.
- die Internationale Vereinigung für Missionswissenschaft (International Association for Mission Studies), abgekürzt IAMS[19]; sie konstituierte sich anlässlich eines missionswissenschaftlichen Kongresses, der 1972 in Driebergen (Niederlande) stattfand. Die IAMS versteht sich als interkonfessionell und international. Ihre Hauptaufgabe sieht sie in der Herausgabe von missiologisch relevanten Dokumentationen sowie in der Durchführung von Tagungen und Kongressen.
- In den Vereinigten Staaten schlossen sich 1940 Professoren der Missionswissenschaft zu einer überkonfessionellen Vereinigung zusammen. Ihre Mitglieder kommen sowohl von katholischen als auch von protestantischen und evangelikalen Universitäten. Sie gibt die Zeitschrift Missiology. Practical Anthropology heraus.
- Das Institut für Weltkirche und Mission (IWM) ist ein wissenschaftliches Institut an der Philosophisch-Theologischen Hochschule Sankt Georgen. Es widmet sich in Forschung und Lehre der theologischen Reflexion über die missionarische Sendung der Kirche im Horizont weltkirchlicher Fragen. Das IWM wurde am 29. Juni 2009 von der Deutschen Bischofskonferenz gegründet.